# Joseph Bienaimé Caventou
Joseph Bienaimé Caventou (ur. 30 czerwca 1795 w Saint-Omer, zm. 5 maja 1877 w Paryżu) – francuski chemik i farmaceuta, profesor École de Pharmacie w Paryżu. Wspólnie z J. Pelletierem wyodrębnił dwa alkaloidy: strychninę oraz chininę. W 1819 r. opisał chlorofil oraz nadał mu nazwę.